# Roberto Gusmani
Roberto Gusmani (Novara, 18 ottobre 1935 – Udine, 16 ottobre 2009) è stato un glottologo italiano.

## Biografia
Fu allievo di Vittore Pisani all'Università Statale di Milano, dove si laureò in Lettere classiche nel 1958 con una tesi sul traco-frigio, antico gruppo linguistico di origine indoeuropea, comprendente due lingue affini tra loro, il tracio e il frigio, parlate nella regione intorno al Bosforo. Iniziò la carriera universitaria in Germania, presso l'Università di Erlangen-Norimberga, come lettore di italiano. Nel 1963, ottenne la libera docenza e l'anno seguente ebbe l'incarico di docente di glottologia presso la facoltà di Lettere all'Università di Messina.
Nel 1970 fu tra i fondatori della Società Italiana di Glottologia (SIG), presieduta allora dal suo maestro Vittore Pisani.
Diventato professore ordinario nel 1968, nel 1972 lasciò l'Università di Messina e prese servizio alla facoltà di Lingue straniere dell'Università di Udine, allora sede staccata dell'Università di Trieste. Oltre all'insegnamento della glottologia, ebbe anche l'incarico di direttore dell'Istituto di Glottologia e Filologia Classica (incarico che avrebbe poi mantenuto fino al 1994).
Nel 1974, con i colleghi dell'Università di Trieste, fondò Incontri Linguistici, rivista annuale a cura dell'Università degli Studi di Trieste e della sede staccata di Udine.
Nel 1978 l'Università di Udine divenne autonoma; Gusmani fu eletto preside della facoltà di Lingue e letterature straniere per il primo triennio, al termine del quale divenne rettore dello stesso ateneo, dal 1981 al 1983.
Nel 1993 divenne direttore del Centro Internazionale sul Plurilinguismo (appena istituito a Udine in base a una legge sulle aree di confine) e lo guidò per 5 anni.
Nel 2008 fu accolto nell'Accademia dei Lincei e nominato socio della classe di scienze morali, storiche e filologiche.

## Attività di ricerca
La sua attività di ricerca si orientò dapprima sull'indoeuropeistica in generale e sulle antiche lingue dell'Asia minore, in particolare sul traco-frigio, sul lidio, sul licio e sull'ittito. Nel passaggio dalla facoltà di Lettere di Messina a quella di Lingue straniere di Udine, pur senza abbandonare il primitivo campo di studi, ampliò i suoi interessi verso l'interlinguistica e i fenomeni del plurilinguismo, tenendo conto del diverso orientamento dei nuovi studenti.
La sua attività didattica e di ricerca sfociò nella pubblicazione di quasi trecento lavori tra monografie, saggi e recensioni.

## Principali pubblicazioni
- Lydisches Wörterbuch, Heidelberg, Winter Universitätsverlag, 1964 e 1986
- Aspetti del prestito linguistico, Napoli, Libraria scientifica editrice, 1973
- Saggi sull'interferenza linguistica, Firenze, Editrice Le Lettere, 1983 e 1986
- Itinerari linguistici. Scritti raccolti in occasione del 60º compleanno, Alessandria, Edizioni dell'Orso, 1995.